# Almindelig ært
Almindelig ært (Pisum sativum) er en 30-100 centimeter lang, klatrende urt, der dyrkes for sine umodne frø, kaldet ærter.

## Beskrivelse
Almindelig ært er en opstigende eller klatrende urt med glat stængel og ligefinnede blade. Småbladene er ovale eller elliptiske med en endestillet klatretråd (i visse tilfælde omdannes alle småblade til klatretråde). Blomstrer i juni-juli med hvide eller svagt lyserøde blomster i bladhjørnerne. Frugterne er bælge med flere frø, ærter.
Planten har en kraftig og dybtgående rod. Den er afhængig af samliv med én eller flere knoldbakterier, som gør den selvforsynede med kvælstof.
Højde x bredde og årlig tilvækst: 0,75 x 0,25 m (75 x 25 cm/år).

## Anvendelse
Planten har været kendt og dyrket i mange tusinde år, bl.a. er der i Schweiz fundet ærtefrø under hustomter, der er mere end 5.000 år gamle. De tidligste fund af ærter i Danmark dateres til bronzealderen (cirka 1800-1500 f.Kr.). Ved begyndelsen af vor tidsregning dyrkedes der ærter på små markstykker i Nordjylland. Det drejer sig i disse tilfælde om anvendelse af de modne, tørre ærter. Det er noget usikkert, hvornår man fandt på at spise de umodne, grønne ærter, men det vides med sikkerhed, at man solgte grønne ærter i København på Kong Hans' tid (1455-1513).
Oprindelseområdet for almindelig ært er det østlige middelhavsområde, Tyrkiet, Irak og Iran (se frugtbare halvmåne).

## Underarter
De vigtigste underarter er:
- Lilla "Blauwschokker" (Pisum sativum convar).
- Markært (Pisum sativum convar. speciosum).
- Marvært (Pisum sativum convar. medullare).
- Skalært (Pisum sativum convar. sativum).
- Sukkerært (Pisum sativum convar. axiphium).